# Droga wojewódzka 848
Die Droga wojewódzka 848 (DW848) ist eine 30 Kilometer lange Droga wojewódzka (Woiwodschaftsstraße) in der Woiwodschaft Lublin in Polen. Die Strecke in den Powiaten Biłgorajski und Zamojski verbindet die Landesstraße DK74 mit einer weiteren Woiwodschaftsstraße.
Die DW848 verläuft zuerst in nördlicher und später nordwestlicher Richtung von der Stadt Szczebrzeszyn nach Tarnawa Mała.

## Streckenverlauf
Woiwodschaft Lublin, Powiat Zamojski
-  Szczebrzeszyn (DK74)

Woiwodschaft Lublin, Powiat Biłgorajski
-  Turobin
-  Tarnawa Mała (DW835)